# Бобенко, Геннадий Иванович
Геннадий Иванович Бобенко (1931—2006) — русский прозаик, военный историк, действительный член (академик) Академии военно-исторических наук.

## Биография
После окончания средней школы учился в ремесленном училище, затем — в индустриальном техникуме в Новосибирске.
В 1951 году был призван в армию. Окончил Томское зенитно-артиллерийское училище
Служил на разных офицерских должностях. В 1964 г. окончил Военно-политическую Академию им. В.И. Ленина.
Уволен в запас в 1982 г. с должности начальника политотдела — заместителя по воспитательной работе Пушкинского высшего ордена Красной Звезды училища радиоэлектроники противовоздушной обороны имени маршала авиации Е. Я. Савицкого. Гвардии полковник в отставке.
После увольнения в запас с 1990 по 2001 г. работал в Комитете по образованию Кингисеппского района Ленинградской области, одновременно преподавал историю в средней школе.
Член Российского Межрегионального союза писателей.
Умер в 2006 г.

## Творчество
Геннадий Бобенко печатался в журналах «История Петербурга», «Бюллетень Академии военно-исторических наук», автор ряда статей в кингисеппской городской печати.
Занимался изучением наполеоновских войн, биографиями русских военачальников, особенно, М. Милорадовича и К. Бистрома.

## Избранная библиография
Автор исторических книг:
- «Полководцы России: Михаил Милорадович. Карл Бистром» (2000),
- «От Нарвы к Полтаве: К 300-летию начала Северной войны» (2000),
- «Легенды и были Бородинского поля» (2002),
- «Рождённый побеждать»,
- «Лев на пьедестале»,
- «Ногою твёрдой стать у моря»,
- «Мюрат и россы» (2004)
- «Генерал Милорадович — Баярд России» (2006).

## Награды
- Орден Красной Звезды